# Celtic Kings: Rage of War
Celtic Kings: Rage of War (tạm dịch: Vua Celt - Sự biến động của chiến tranh) là trò chơi máy tính thuộc thể loại chiến lược thời gian thực pha trộn yếu tố nhập vai và phiêu lưu lấy bối cảnh cuộc chiến chinh phục xứ Gaul của Julius Caesar do hãng Haemimont Games phát triển và Strategy First phát hành ở Bắc Mỹ vào năm 2002, riêng bên châu Âu do Wanadoo Edition phụ trách việc phát hành.

## Cốt truyện
Mở đầu, người chơi sẽ hóa thân thành chàng hiệp sĩ Larax trẻ tuổi, sau khi người vợ bị giết chết trong cuộc đột kích của người Teuton đã hiến dâng thân mình cho nữ thần chiến tranh Kathubodua rằng anh thề sẽ trả thù. Cuộc hành trình của Larax diễn ra tại xứ Gaul vào thời điểm mà Caesar đang có chiến dịch thâu tóm Gaul. Tại đó, có bốn thế lực hùng mạnh nhất đang chiến đấu để chiếm giữ vùng đất này gồm Đế quốc La Mã, Gaul, Druid và Teuton.

## Cách chơi
Game gồm ba mục chính: Adventure, chơi đơn (là phần giao tranh quen thuộc của RTS) và chơi mạng. Adventure chia thành hai phần là hướng dẫn và cốt truyện chính. Lói chơi của game có phần khác hẳn so với dòng game RTS truyền thống, người chơi được cung cấp các thành phố chính và làng mạc, các công trình chỉ có thể được xây dựng và nâng cấp tại thành phố chính, việc mua quân cũng tương tự. Các đơn vị của người chơi có thể được lên cấp (tối đa là 12) bằng cách trải qua các trận chiến hoặc qua các đợt thao luyện. Ngoài ra còn có các loại đơn vị sử dụng phép thuật ít nhiều tác động đến quân đội đối phương như tu sĩ, thầy tế.
Có hai loại tàu trong game là tàu chiến và tàu chở hàng. Loại tàu chở hàng nhỏ hơn dùng để cung cấp tài nguyên giữa các thành phố trên bờ nhanh hơn, nhưng chúng rất dễ bị tấn công bởi hạm đội của đối phương. Loại tàu chiến lớn có thể vận chuyển toàn bộ quân đội cũng như tấn công tàu thuyền hoặc các đơn vị trên bờ, cho phép người chơi tổ chức các cuộc đột kích lớn hoặc quấy rối các tuyến thương mại trên biển của đối phương. Game có hai phe chính là La Mã và Gaul cùng hai phe phụ là Druid và Teuton. Mỗi phe đều có nét khác biệt về lối chơi. Trong bản đồ còn một phe trung lập là dân du mục sống trong các lều trại trên khắp bản đồ. Nếu người chơi điều quân quá gần lều thì sẽ phải giao chiến với các đơn vị trung lập này. Để chiếm được các trại này, người chơi phải tiêu diệt toàn bộ quân của phe trung lập và nó sẽ ngăn cản bước tiến của quân thù khi chúng xâm nhập vào lãnh thổ của người chơi.
Tài nguyên chính trong game gồm hai loại là lương thực và gỗ. Lương thực được sản xuất tại các làng mạc rất dễ mua hoặc chiếm. Đồng thời lương thực là nguồn tài nguyên quan trọng để giữ cho quân đội tồn tại, nếu số lương thực này hết sạch thì các đơn vị quân sẽ bị đói và mất máu dần, khiến sức chiến đấu suy giảm. Vàng chủ yếu là từ thuế của người dân ở các thành phố mặc dù nó cũng có thể bị chiếm hoặc vay (với lãi suất đáng kể). Là tài nguyên được dùng để sản xuất và nâng cấp các đơn vị của người chơi. Không giống như các game RTS truyền thống khác, tài nguyên của người chơi không phải là "toàn cầu". La và tàu tiếp tế được sử dụng để vận chuyển các tài nguyên giữa các thành phố.
Người chơi không thể xây dựng hoặc phá hủy các công trình kiến trúc trong game mà chỉ có thể chiếm lấy nó. Cách công thành khá hữu hiệu là sử dụng máy bắn đá do mười đơn vị quân tạo thành để đánh tan quân phòng thủ của đối phương. Cung thủ cũng được sử dụng để công thành nhưng ít hiệu quả. Tất cả các công trình đều có mức độ trung thành và sẽ giảm dần nếu quân đội đối phương công phá dữ dội. Nếu mức này hạ xuống còn không thì công trình sẽ đầu hàng và quyền sở hữu chuyển sang phe đối phương. Những đơn vị anh hùng thường mạnh hơn các đơn vị thông thường. Chỉ những anh hùng mới có thể sắp xếp các đơn vị khả năng hành quân theo đội hình. Kinh nghiệm của người anh hùng sẽ được chia đều giữa các đơn vị dưới quyền chỉ huy và khiến họ thăng cấp nhanh hơn. Ngoài ra anh hùng còn có khả năng nhặt các cổ vật từ những đền thờ khác nhau nằm rải rác khắp bản đồ, gíup họ sở hữu những kỹ năng có thời gian giới hạn như hồi máu đơn vị và gia tăng sức tấn công trong trận chiến. 

## Đón nhận
Game nhận được phản hồi tích cực từ giới phê bình. IGN chấm cho game đạt điểm 8.2/10, GameSpot chấm 8.4/10, riêng GameSpy chỉ cho số điểm 4.5/5. Game được khen ngợi vì sự thành công trong việc pha trộn các yếu tố chiến lược và nhập vai nhưng cũng bị chỉ trích vì phần nhạc nền và lồng tiếng không thực sự nổi bật và có phần lặp đi lặp lại.